# Kostümstreit
In der als Kostümstreit bekannt gewordenen Auseinandersetzung ging es um die Frage, ob bei einem Denkmal der zu Ehrende in einem realistischen, historisch getreuen Kostüm oder besser in einer idealisierenden Bekleidung wie etwa einer antiken Toga darzustellen sei.
Die Diskussion hatte schon im 18. Jahrhundert begonnen, kann ideengeschichtlich sogar auf Wurzeln im 17. Jahrhundert zurückverfolgt werden, hatte sich um 1800 aber durch eine Konfrontation zwischen dem antikischen Ideal Goethes und der Auffassung des Berliner Bildhauers Gottfried Schadow, der eine deutlichere Wirklichkeitsnähe forderte, zugespitzt. Poesie und Geschichte, Ideal und Realität, das allgemein Menschliche und das Patriotische gerieten so in einen Gegensatz, an dem die Entscheidung für oder gegen das Kostüm gemessen wurde. Vielfach gab es auch Kompromisse, wie bei den Blücher-Denkmälern in Breslau (Schadow, 1819) und Berlin (Rauch, 1826). Erst um die Mitte des 19. Jahrhunderts, als nach langer Entwurfsgeschichte, in der es auch um das angemessene Kostüm ging, Rauchs Friedrich-Denkmal (1839–1851) endlich ausgeführt wurde, war damit auch der Kostümstreit zugunsten der historischen Wirklichkeit entschieden. Nachwirkungen sind gleichwohl noch bis zu Denkmalsprojekten der wilhelminischen Zeit zu beobachten.